# Lelja Dobronić
Lelja Dobronić (Zágráb, 1920. április 19. – Zágráb, 2006. december 19.), horvát történész, művészettörténész, múzeumigazgató.

## Élete
Lelja Dobronić Zágrábban született 1920. április 19-én. Elemi és középiskoláit szülővárosában végezte, majd 1939-ben beiratkozott a Zágrábi Egyetemre, ahol a bölcsészkaron, művészettörténet és történelem szakon diplomázott. 1944-től kurátorként kezdett dolgozni az akadémia Gliptotek Gipszöntvény Múzeumában, majd 1948-ban a Zágrábi Városi Múzeum munkatársa lett. Közben 1946-ban az egyetemen PhD fokozatot szerzett „A kovácsoltvas művészet Észak-Horvátországban” című disszertációjával.  A Horvát Múzeumok Társaságának egyik alapítója, valamint 1952 és 1965 között a „Vijesti muzealaca i konzervatora Hrvatske” (Horvát muzeológusok és konzervátorok értesítője) folyóirat főszerkesztője volt. Dolgozott a Zágrábi Városi Múzeum „A régi és Új-Zágrábról” kiadványának szerkesztőbizottságában, a Képzőművészeti Enciklopédia, és a Zágrábi Egyetem Művészettörténeti Intézetének munkatársa volt. A Regionális és Helyi Múzeumok Nemzetközi Bizottsága (ICOM) tagja volt.
1967-ben a Horvát Történeti Múzeum igazgatójává nevezték ki, mely tisztséget nyugdíjazásáig, 1980-ig töltötte be. Nagy és értékes ajándékot (ékszergyűjteményt) adott a múzeumnak, és felszólította az embereket, hogy ők is hogy adományozzanak értékes tárgyakat. 1970 és 1980 között a posztgraduális képzések keretében történelmi segédtudományai tárgyában előadásokat tartott a Zárai Egyetem Filozófiai Karán. Aktív hívőként részt vett a Nemzetközi Mariológiai Kongresszusok horvát szekcióinak munkájában 1983-ban Máltán, 1987-ben Kevelaerben, 1992-ben Huelván és 1996-ban Czestochowában. Elnöke volt a „Zagreb-Matica” Horvát Hegymászó Egyesületnek, tagja volt a Matica hrvatskának, a Horvát Művészettörténészek Egyesületének és a Zágrábi Érsekség „Tkalčić” Történeti Egyesületének.

## Tudományos munkássága
Szakmai és tudományos életműve több száz művet tartalmaz, amelyeket folyamatosan publikált a különféle folyóiratokban. Zágráb város és Horvátország kultúrtörténetét kutatta. Számos könyvet és értekezést írt. Munkatársaival együtt öt kötetben dolgozta fel Zágráb város történelmi emlékeit. Alaposan feldolgozta a Kaptol és a főegyházmegyei központ történetét.  Tanulmányozta és megírta az első 29 zágrábi püspök életrajzát (kivéve Boldog Kažotić Ágostont), a bedenicai és a veliko trgovišćei plébániák történetét. Írt a régi lovagrendekről. A Miroslav Krleža Lexikográfiai Intézet külső munkatársaként számos enciklopédia létrehozásában működött közre.

## Díjai
- 1969-ben Zágráb és Horvátország történetének tanulmányozásában végzett munkásságát A Zágráb Városáért díjjal ismerték el.
- 1987-ben pedig életművéért Pavao Ritter Vitezović-díj elismerésben részesült
- A Horvát Sárkány Testvériség tiszteletbeli tagja volt.[5]

## Főbb művei
- Monumenta historica civitatis Zagrabiae. Vol. XVIII. Protocolla restaurationum, protestationum et statutorum 1604. – 1700. (szerk.) (1949.)
- Monumenta historica civitatis Zagrabiae. Vol. XIX. Acta colonos civitatis spectantia 1615. – 1665. Regesta proventuum et expensarum civitatis 1614. – 1669. (szerk.) (1953.)
- Stare numeracije kuća u Zagrebu (1959.)
- Zagrebački graditelj Janko Jambrišak (1959.)
- Stari planovi Zagreba (1961.)
- Zaboravljeni zagrebački graditelji (1962.)
- Zagrebački arhitekti Hoenigsberg i Deutsch (1965.)
- Zagreb (1966.)
- Vodič po Gornjem gradu, Zagreb (1967.)
- Zagrebački Gornji grad nekad i danas (1967.)
- Bartol Felbinger i zagrebački graditelji njegova doba (1971.)
- Monumenta historica civitatis Zagrabiae. Vol. XX. Protocolla restaurationum, protestationum et statutorum 1701. – 1742. Protocollum civium 1733. – 1799. Proprietarii domuum Zagrabiensium saec. XVIII. (Tabellae) (szerk.) (1971.)
- Dvorac Golubovec (1972.)
- Palača Povijesnog muzeja Hrvatske (1972.
- Zagreb (povijesne i umjetničke znamenitosti). Okolna mjesta. Vodič (1974.)
- Antun Dobronić, 1878. – 1955. Popis glazbenih djela (1974.)
- Monumenta historica civitatis Zagrabiae. Vol. XXI. Protocolla restaurationum, protestationum et statutorum 1743. – 1834. (szerk.) (1975.)
- Po starom Movraču. Pokušaj povijesne topografije (1979.)
- Graditelji i izgradnja Zagreba u doba historijskih stilova (1983.)
- Viteški redovi templari i ivanovci u Hrvatskoj (1984.)
- Zagreb (1985.)
- Bedenica, župa Svih svetih (1987.)
- Zagrebačka biskupska tvrđa (1988.)
- Biskupski i kaptolski Zagreb (1991.)
- Slobodni i kraljevski grad Zagreb (1992.)
- Monumenta historica civitatis Zagrabiae. Vol. XXII. Protocolla varia (szerk.) (1992.)
- Renesansa u Zagrebu (1994.)
- Veliko Trgovišće. Župa Majke Božje od sedam žalosti, nekad župa Sv. Jurja ob Jezeru (1997.)
- Kalnički plemenitaši (1998.)
- Iz prošlosti Glogovnice (1999.)
- Splet sudbina. Riječi prethodnika i sabrani spisi o djedovima (2000.)
- Antun Dobronić (2000.)
- Antun Dobronić, 1878. – 1955. Popis skladba (2000.)
- Templari i ivanovci u Hrvatskoj (2002.)
- Stari "vijenac" sela oko Zagreba (2003.)
- Klasična gimnazija u Zagrebu od 1607. do danas (2004.)
- Zagrebačka akademija. Academia Zagrabiensis. Visokoškolski studiji u Zagrebu, 1633. – 1874. (2004.)
- Crkva Svete Katarine. Sakralni kulturno-povijesni vodič (2005.)
- Po starom Moravču: pokušaj povijesne topografije  (rajzok: Zorislav Horvat)